# Альянс за республику (Сенегал)
Альянс за республику (фр. Alliance pour la république) — политическая партия Сенегала. Альянс был основан бывшим премьер-министром Сенегала Маки Салем после его выхода из Сенегальской демократической партии в декабре 2008 года. На президентских выборах 2012 года Маки Саль был избран президентом, одержав победу над тогдашним президентом Абдулаем Вадом. После этого к Альянсу за республику присоединились несколько бывших членов СДП.
Альянс за республику является главным партнёром в коалиции Benno Bokk Yakaar (Объединённые в надежде),

## Участие в выборах

### Президентские выборы
| Выборы | Кандидат  | Голосов   | %       | Голосов | %       | Результат |
| Выборы | Кандидат  | 1-й тур   | 1-й тур | 2-й тур | 2-й тур | Результат |
| ------ | --------- | --------- | ------- | ------- | ------- | --------- |
| 2012   | Маки Саль | 1 909 244 | 65,80 % | -       | -       | Избран    |
| 2019   | Маки Саль |           |         | -       | -       |           |

### Парламентские выборы
| Выборы | Лидер          | Голосов   | Голосов | Мест       | Мест  |
| Выборы | Лидер          | Кол-во    | %       | Кол-во     | ±     |
| ------ | -------------- | --------- | ------- | ---------- | ----- |
| 2012   | Маки Саль      | 1 040 899 | 53,06 % | 119 из 150 | ▲ 119 |
| 2017   | Мохамед Дионне | 1 637 761 | 49,47 % | 125 из 150 | ▲ 6   |